# Équipe du Kirghizistan de rugby à XV
L'équipe du Kirghizistan de rugby à XV rassemble les meilleurs joueurs de rugby à XV du Kirghizistan.

## Histoire
L'équipe Kirghiz semblait déjà exister sous l'ère soviétique, celle-ci disparu à la chute de L'URSS. Il fallut attendre 2008, pour que de nouveau l'équipe du Kirghizistan participe à une compétition internationale. Il s'agit des cinq nations asiatiques de rugby à XV.

## Palmarès
| 5 octobre 2008  | Kirghizistan | 16 - 30 | Iran        |
| 10 octobre 2008 | Kirghizistan | 15 - 15 | Ouzbékistan |
| 9 juin 2009     | Kirghizistan | 38 - 21 | Mongolie    |
| 13 juin 2009    | Kirghizistan | 12 - 31 | Ouzbékistan |